# Fulton (Alabama)
Fulton es un pueblo ubicado en el condado de Clarke en el estado estadounidense de Alabama. En el censo de 2000, su población era de 308. 

## Demografía
En el 2000 la renta per cápita promedia del hogar era de $ 23.750$, y el ingreso promedio para una familia era de 33.500$. El ingreso per cápita para la localidad era de 12.602$. Los hombres tenían un ingreso per cápita de 29.107$ contra 15.417$ para las mujeres.

## Geografía
Fulton está situado en 31°47′25″N 87°43′58″O / 31.79028, -87.73278 (31.790456, -87.732929).
Según la Oficina del Censo de los EE. UU., la ciudad tiene un área total de 2.49 millas cuadradas (6.46 km²).